# NGC 894
NGC 894 – rejon gwiazdotwórczy znajdujący się w galaktyce NGC 895 w gwiazdozbiorze Wieloryba.
Odkrył go R.J. Mitchell (asystent Williama Parsonsa) 28 listopada 1856 roku. Początkowo Mitchell i Parsons myśleli, że obiekty te tworzą system podwójny, później prawidłowo uznali, że odkryty przez nich obiekt stanowi tylko część NGC 895. Mimo to John Dreyer umieścił go w swym katalogu obiektów mgławicowych jako NGC 894. W bazie SIMBAD NGC 894 to alternatywne oznaczenie galaktyki NGC 895.